# Orly Castel-Bloom
Orly Castel-Bloom (Tel Aviv, 26 de novembro de 1960) é uma escritora israelense contemporânea. 

## Biografia
Nasceu em Tel Aviv, em 26 de novembro de 1960, foi criada numa família de judeus sefaraditas do Egito, que imigraram a Israel em 1949, inspirados pela ideologia sionista. Por conta disso, até os três anos aprendeu apenas o francês, idioma que era falado em sua casa.
Ingressou na Universidade de Tel Aviv para estudar Cinema, mas saiu depois de um ano. Passou um ano na Universidade Beit-Tsvi estudando Teatro. Em 1987 publicou seu primeiro livro, uma coleção de histórias Lo Rahok Mimerkaz Hair (Não Muito Longe do Centro da Cidade). O sucesso veio à tona com seu quarto livro, Dolly City (1992). A partir dessa obra, Orly Castel-Bloom foi considerada uma das 50 mulheres mais influentes de Israel (1999), uma das mais originais escritoras da atual geração e uma das representantes da prosa pós-moderna em seu país. 
O livro Dolly City também compôs a galeria das “obras literárias mais representativas”, elaborada pela Organização das Nações Unidas para a Educação, a Ciência e a Cultura (Unesco), em 1997, e foi aclamado como um dos dez livros mais importantes já publicados desde a criação de Estado de Israel. 
Nele a escritora traz à tona uma realidade fantástica, uma fábula de horror cômico da vida urbana moderna. O cenário é Dolly City, uma cidade sem base, sem passado, sem uma infraestrutura, “a cidade mais demente do mundo". Nela vive a médica paranoica, Dolly, que encontra um bebê recém-nascido em um saco plástico preto e decide tornar-se mãe. O complexo de “iídiche mame” é levado ao extremo. Dominada por um exagerado impulso maternal, a médica utiliza seu “laboratório privado de descoberta de doenças raras” para abrir o filho todos os dias com um bisturi e ter certeza de que todos os órgãos da criança estão funcionando perfeitamente. Dolly quer tentar protegê-lo de doenças da vida moderna, ainda que ele seja deformado pelo corte e costura diário do corpo. A mãe percebe que, “sem querer”, nesse trabalho diário com o bisturi, esculpiu o mapa de Israel nas costas do filho, ampliando suas fronteiras, à medida que ele crescia. A autora apresenta quais são as implicações no trabalho de criação de uma nação, pois, nessa sátira grotesca, a maternidade, obsessiva e alienante, é comparada ao patriotismo. O filho superprotegido, defendido, costurado e deformado é a metáfora do Estado de Israel.
Castel-Bloom recebeu vários prêmios, entre eles o “Tel Aviv Foundation Award” (1990), o “Alterman Prize” (1993), por duas vezes o “Prime Minister`s Prize” (1994, 2001), o “Newman Prize” (2003), o “French WIZO Prize”, pela obra Partes Humanas (2005), o “Leah Goldberg Prize” (2007), entre outros. A autora teve sua produção literária traduzida para mais de dez idiomas.
Em novembro de 2011, Orly Castel-Bloom recebeu indicação ao Prêmio Sapir de Literatura e usufruiu do momento de exposição na mídia para manifestar publicamente um pedido para que o governo israelense ajudasse a ela e a outros escritores --financeiramente, pois em Israel “não é possível fazer a vida só com o que se recebe dos direitos autorais”. 
Para a escritora, Israel deveria deixar claro se quer em seu território escritores e artistas, pois caso a resposta seja negativa, ela saberia que deveria partir dali. Em caso positivo, o governo deveria apoiá-los com uma “mesada” fixa de incentivo à cultura. 
Castel-Bloom alegou que não conseguia manter-se com o que recebia da venda de seus 14 livros publicados e com a gratificação financeira oferecida nas premiações literárias. Por causa disso, acumulou dívidas que somadas chegaram à quantia de um milhão de shekels (aproximadamente R$ 500 mil) e se viu forçada a vender a casa onde morou por mais de 20 anos, em um bairro nobre de Tel Aviv, para viver em um apartamento alugado.
Sobre a relação com o Estado de Israel, Castel-Bloom afirmou que não ama mais o país e está com ele “em crise conjugal”. A solução seria “uma terapia de casais – porque precisamos de ajuda profissional para superar a crise de confiança. Nessa relação, só eu me doava e nada recebia em troca”.
Em suas entrevistas, é comum ela relatar a iminência de sua morte, pois acredita que a vida de um escritor ou poeta israelense deveria ter uma duração de 60 anos. Ela, que já passou dos 50 (nasceu em 1960), admitiu o desejo “perturbador” de comprar uma arma de segunda mão ou uma espingarda, para cometer suicídio.
Características literárias da autora
Orly Castel-Bloom, uma das representantes da geração de autores que eclodiu entre as décadas de 1980 e 90, ao lado de outros nomes consagrados, como Etgar Keret, Gadi Taub, Uzi Weill e Gafi Amir, adotou características literárias marcantes do “novo estilo” da literatura hebraica contemporânea. Para o crítico literário Gershon Shaked, a autora tem mais afinidade com as histórias grotescas que as autoras das gerações anteriores: “As metáforas em seu trabalho têm uma função cômico-absurda, e a maioria delas cria um contraste incongruente”.
Castel-Bloom apresenta nessa nova fase da literatura hebraica uma vertente urbana que ocorre especialmente em Tel Aviv; uma linguagem carregada de expressões que fazem parte da realidade do cotidiano, como “pigu’á” (atentado); e um humor negro, absurdo e grotesco. A cidade perdeu seu significado e se tornou um reflexo da realidade das personagens que nela vivem. Todas as protagonistas de Castel-Bloom apresentam um enorme vazio existencial, ausência de amor e/ou um sentimento mais profundo pelo próximo, que é expresso pelo desespero. “Como resultado disso, o enredo dos romances não é um ‘drama de dor’, mas um desagradável encontro existencial que precisa ser aceito como é”.
Adia Mendelson-Maoz, em On the Human Parts: Orly Castel-Bloom and the Israel extreme(“Em Partes Humanas: Orly Castel-Bloom e Israel radical”), apontou os traços da autora que a inserem nessa geração pós-moderna: o esforço rumo à desintegração coerente da visão de mundo; mudança de um narrador autoritário para um narrador sem autoridade; estilo coloquial e utilização de uma gramática básica; achatamento da complexidade psicológica e emocional das personagens; dissolução das fronteiras entre o que pertence ao corpo privado e o que pertence aos seus arredores; e renúncia da linearidade, que cria o implausível na descrição do mundo ficcional. 
O escritor Gadi Taub, seu contemporâneo, destaca a aspiração da autora de causar um choque em todos os que são íntimos das cidades israelenses e dos seres humanos que nelas residem: ” (TAUB, 2000: 98). Shaked corrobora esse pensamento e afirma que o que é mais interessante na escrita da autora é sua apresentação “semigrotesca” de estabelecer paralelos próximos com o contexto extraliterário: “O leitor que está consciente da situação social acaba familiarizado com as personagens retratadas pelos estereótipos, seus costumes, estilos de vida e valores”. Para esse crítico literário, os efeitos alcançados pela autora não “borram” a realidade, e os fatores realísticos são refletidos nas entrelinhas. 
Para Adia Mendelson-Maoz, esse “novo estilo” utilizado por Castel-Bloom é capaz de produzir uma poética considerada radical, que viola agressivamente qualquer harmonia, unicidade e valor, e, por ser provocadora, gera uma problemática entre o físico e o político: “Ela desintegra o mundo que constrói e severamente prejudica o corpo humano em um ato de terror, em paralelo com a situação política” 
Uma vez que essa fronteira entre as pessoas e o mundo não está clara, a agressão política invade o aspecto pessoal, como se seus “delírios sádicos” (MENDELSON-MAOZ, 2006: 164) encontrassem uma realização concreta (e física) em seus textos. 
Em suas obras, Castel-Bloom utiliza, de forma recorrente, uma poética radical para ilustrar sua perplexidade política, seus questionamentos sobre valores essenciais e sua posição crítica sobre o período em que vive da história israelense.